# Cadeia de montanhas Sunduki

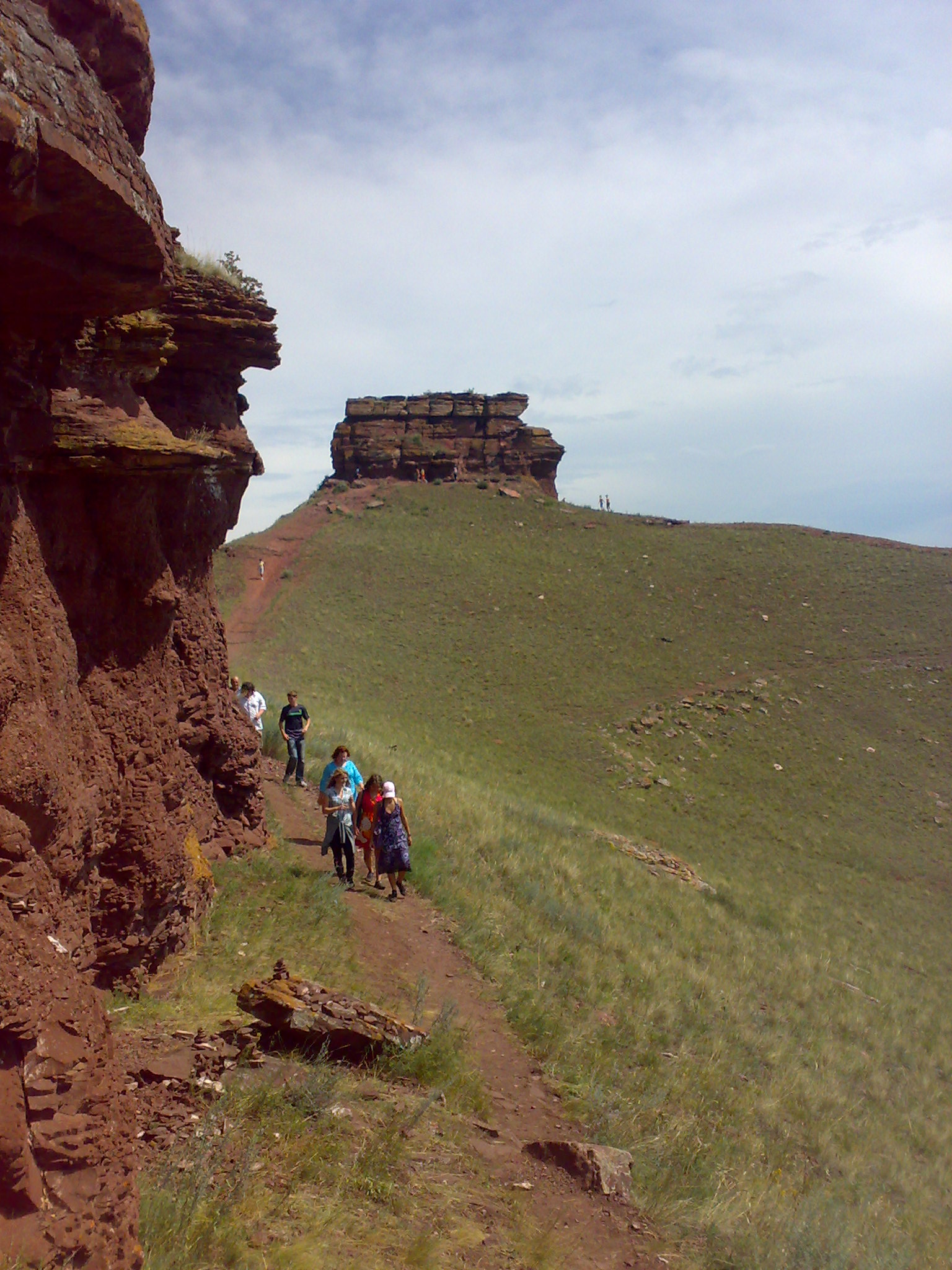
Butte "baú"

Sunduki (em russo: Сундуки, "baús") é uma cadeia de montanhas e monumento histórico natural de importância de nível republicano nos distritos de Ordjonikidze e Shirinsky da República da Cacássia, Rússia. Em 18 de julho de 2011, foram abertos uma reserva ambiental e o museu “Sunduki”no território da cadeia de montanhas.
A área da serra é de 2100 hectares, que se estende na direção noroeste por 10 km, e tem uma largura de 1 a 2 km. A serra tem 8 elevações independentes, chamadas de 1°, 2°, 3° “baú”, etc. Elas também têm nomes próprios, como, por exemplo, Krest-Khaya, Orto-Khaya, etc. No topo de primeiro “baú” há um butte lembrando a forma dum baú e também alguns buttes na forma de muralhas de fortaleza.
Estão sob proteção governamental diferentes variantes de fitocenoses, áreas preservadas das estepes, locais históricos associados com antigos assentamentos humanos (gravuras rupestres, complexos históricos e culturais, tumuli, antigos túmulos, etc.), locais de crescimento de plantas valiosas, raras e endêmicas (volodushka kozeltsolovolistaya, panzeria lanoso,
cypripedium macranthos, dríade, etc) e espécies de aves raras (falcão-peregrino, falcão-sacre, kestrel da estepe, bufo-real e águia da estepe).
O status de proteção é determinado pela decisão do Comitê Executivo Regional da Cacássia no. 164 datado de 21 de julho de 1988.
- Vitaly Epifanovich Larichev deu uma contribuição importante para o estudo e popularização do monumento da natureza. Ele é autor de numerosos livros científicos e científico-populares, em particular sobre arqueoastronomia: interpretações de monumentos culturais de povos antigos que, segundo o pesquisador, poderiam incorporar a ideia dos seus criadores sobre a estrutura do universo.